# Progressive house
Progressive House – odmiana gatunku house, w której melodia jest dosłownie progresywna (z ang. progressive – rozwijający się, stopniowy) każde przejście melodii rozpędza się stopniowo od wolnego tempa do coraz to szybszego, jednocześnie pozostawiając bez zmian liczbę uderzeń na minutę.